# 蒙青绢蒿
蒙青绢蒿（学名：Seriphidium mongolorum）为菊科绢蒿属的植物，是中国的特有植物。分布于蒙古以及中国大陆的青海、内蒙古等地，生长于海拔1,100米至2,700米的地区，一般生于荒漠化、半荒漠草原或低山区的砾质坡地与戈壁等地区，目前尚未由人工引种栽培。